# Leucopis riedeli
Leucopis riedeli is een vliegensoort uit de familie van de Chamaemyiidae. De wetenschappelijke naam van de soort is voor het eerst geldig gepubliceerd in 1936 door Czerny.